# 유존 (조회왕)
조회왕 유존(趙懷王 劉尊, ? ~ 기원전 69년)은 중국 전한 중기의 황족·제후왕으로, 조왕이다. 조경왕 유창의 아들이다.
조경왕 19년(기원전 74년)에 아버지가 죽자 그 뒤를 이었고, 조회왕 5년(기원전 69년)에 아들 없이 죽어 봉국이 2년간 폐지되었다가 아우 조애왕 유고가 뒤를 이었다.